# Amphisbaena mitchelli
Espèce
Amphisbaena mitchelli est une espèce d'amphisbènes de la famille des Amphisbaenidae.

## Répartition
Cette espèce est endémique du Brésil. Elle se rencontre au Pará et au Maranhão.

## Étymologie
Cette espèce est nommée en l'honneur de Peter Chalmers Mitchell.

## Publication originale
- Procter, 1923 : On new and rare reptiles from South America. Proceedings of the Zoological Society of London, vol. 1923, p. 1061-1068 (texte intégral).